# Вільям Скотт Фергюсон
Вільям Скотт Фергюсон (англ. William Scott Ferguson; 11 листопада 1875, Маршфілд, Острів Принца Едуарда — 28 квітня 1954, Кембридж) — американський історик-антикознавець.
Син канадського фермера та політика Дональда Фергюсона та Елізабет Скотт Фергюсон.
Навчався в університеті Макгілла в Монреалі, де в 1896 році здобув ступінь бакалавра, і в Корнелльському університеті, де в 1897 році став магістром, а в 1899 році здобув докторський ступінь. Продовжив освіту в Берліні та Афінах.
Після повернення в США працював викладачем грецької та римської історії в Каліфорнійському університеті в Берклі. Протягом 1906—1907 років займався дослідженнями в Інституті Карнегі в Вашингтон; водночас був призначений ад'юнкт-професором в Берклі. У 1908 році він вступив помічником професора в Гарвардський університет, з 1912 року професор давньої історії, з 1929 року макліновський професор давньої та сучасної історії. У 1913—1914 роках працював професором американської школи класичних досліджень в Афінах. У 1939—1942 роках був деканом факультету мистецтв і науки, в 1945 році вийшов у відставку.
Виховав велику кількість учнів і справив значний вплив на американське антикознавство. У докторській дисертації «Афінські архонти III та II століть до Р. Х.» (1899) вивів правило, згідно з яким архонт-епонім також обіймав посаду голови буле. Ця закономірність, що отримала назву «закону Фергюсона», мала велике значення для уточнення античної хронології.
Крім цього опублікував роботи з історії та культури елліністичного періоду, курс лекцій з грецького імперіалізму (1913), і брав участь у створенні багатотомної Кембриджської давньої історії. Капітальна монографія «Елліністичні Афіни. Історичний нарис» (1911) стала класичною і залишалася єдиною узагальнюючою роботою з історії Афін елліністичного часу, аж до видання в 1995 році книги Християна Хабіхта.
У 1951 році була заснована премія Вільяма Скотта Фергюсона для студентів Гарварду за краще есе. Серед тих, хто отримав цю нагороду, був зокрема Джон Робертс.

## Публікації
- The Athenian Secretaries. — N. Y.: Macmillan, 1898
- The Athenian Archons of the Third and Second Centuries Before Christ. — Ithaca, N. Y.: Andrus & Church, 1899
- Hellenistic Athens, an historical essay. — London: Macmillan, 1911
- A History of the Ancient World. — N. Y.: C. Scribner's sons, 1912
- Greek Imperialism. — Boston — N. Y.: Houghton Mifflin company, 1913
- Ancient History // The Harvard Classics, Volume 51 (1914)
- Plutarch // The Harvard Classics, Volume 51 (1914)